# 紀伊國屋 (歌舞伎)
紀伊國屋（きのくにや）は、歌舞伎役者の屋号。
初代澤村宗十郎が紀伊國の出身だったことがその名の由来。
紀伊國屋の代表的な名跡には以下のものがある。なお参考までに定紋も併せて記した。
| 屋号                | 名跡                               | 定紋                     | 定紋 | 備考                                                          |
| ------------------- | ---------------------------------- | ------------------------ | ---- | ------------------------------------------------------------- |
| きのくにや 紀伊國屋 | さわむら そうじゅうろう 澤村宗十郎 | まるに いのじ 丸にいの字 |      |                                                               |
| きのくにや 紀伊國屋 | さわむら げんのすけ 澤村源之助     | まるに いのじ 丸にいの字 |      |                                                               |
| きのくにや 紀伊國屋 | さわむら そうのすけ 澤村宗之助     | まるに いのじ 丸にいの字 |      |                                                               |
| きのくにや 紀伊國屋 | さわむら しょうのすけ 澤村昌之助   | まるに いのじ 丸にいの字 |      |                                                               |
| きのくにや 紀伊國屋 | さわむら とっし 澤村訥子           | まるに いのじ 丸にいの字 |      |                                                               |
| きのくにや 紀伊國屋 | さわむら とっしょう 澤村訥升       | まるに いのじ 丸にいの字 |      |                                                               |
| きのくにや 紀伊國屋 | すけだかや たかすけ 助高屋高助     | まるに いのじ 丸にいの字 |      | 二代目は「紀伊國屋」→「橘屋」 五代目は「紀伊國屋」→「助高屋」 |
| きのくにや 紀伊國屋 | さわむら たのすけ 澤村田之助       | かんぎく 釻菊            |      |                                                               |
| きのくにや 紀伊國屋 | さわむら てつのすけ 澤村鐵之助     | かんぎく 釻菊            |      |                                                               |
| きのくにや 紀伊國屋 | さわむら よしじろう 澤村由次郎     | かんぎく 釻菊            |      |                                                               |
| きのくにや 紀伊國屋 | さわむら うじゅうろう 澤村宇十郎   | なみに ちどり 波に千鳥   |      |                                                               |
| きのくにや 紀伊國屋 | さわむら とうじゅうろう 澤村藤十郎 | ささりんどう 笹竜胆      |      | 厳密には足付き笹（茎が3本ある）な為、 この意匠は少し異なる。  |
| きのくにや 紀伊國屋 | さわむら きよしろう 澤村精四郎     | ささりんどう 笹竜胆      |      | 厳密には足付き笹（茎が3本ある）な為、 この意匠は少し異なる。  |